# Луковец
Луковец или Луковиц (на гръцки: Παλαιά Σωτήρα, Палеа Сотира, до 1926 година Λούκοβιτς, Луковиц) е село в Република Гърция, в дем Воден, област Централна Македония.

## География
Селото е разположено на 10 km северно от Воден, на пътя за Драгоманци, на надморска височина от 440 m.

## История

### В Османската империя
В османски данъчни регистри на немюсюлманското население от вилаета Водане от 1619-1620 година селото е отбелязано под името Лукович с 28 джизие ханета (домакинства).
Александър Синве („Les Grecs de l’Empire Ottoman. Etude Statistique et Ethnographique“), който се основава на гръцки данни, в 1878 година пише, че в Луковиц (Lukovitz), Мъгленска епархия, живеят 360 гърци. В „Етнография на вилаетите Адрианопол, Монастир и Салоника“, издадена в Константинопол в 1878 година и отразяваща статистиката на населението от 1873 г., Луковец (Loucovetz) е посочено като село във Воденска каза с 52 къщи и 280 жители българи.
В 1880 година леринският владика Герман установява, че поп Никола пее на български в Луковец, изземва славянските църковни книги и ги заменя с гръцки. Между 1896 и 1900 година селото преминава под върховенството на Българската екзархия.
Според статистиката на Васил Кънчов („Македония. Етнография и статистика“) в 1900 година в Луковиц живеят 300 жители българи християни. През 1903 година селото е чифлик на Демир бей, който, както съобщава Атанас Шопов, оказва натиск над местните жители за приемане на исляма. Осем семейства, изгонени от него, се установяват във Воден.
След Илинденското въстание в 1904 година цялото село минава под върховенството на Българската екзархия. В 1904 година в Луковец е открито българско училище. По данни на секретаря на екзархията Димитър Мишев („La Macédoine et sa Population Chrétienne“) в 1905 година в Луковец (Lukovetz) има 200 българи екзархисти и работи българско училище. Към 1906-1907 година енорийски свещеник в Луковец и Почеп е Константин Нушев Тръпчев.
През октомври 1910 година селото пострадва по време на обезоръжителната акция на младотурците. На 24 октомври войска окупира селото и свещеник Костадин Наумов, Марко Иванов (60 години) и жена му, Григор Иванов, Петко Карабатаков, Доне Мицов и Ристо Петров Беширов са смазани от бой.

### В Гърция
През Балканската война в селото влизат гръцки войски, а след Междусъюзническата война в 1913 година Луковец остава в Гърция. Боривое Милоевич пише в 1921 година („Южна Македония“), че Луковец има 25 къщи славяни християни. В 1926 година селото е прекръстено на Сотира. Част от българското население на селото се изселва и на негово място през 20-те години идват гърци бежанци. В 1928 година Луковец е представено като смесено местно-бежанско с 22 бежански семейства и 82 души бежанци.
Според статистиката на Народоосвободителния фронт в 1947 година бежанците са 60 души. Селото пострадва в Гражданската война и населението му бяга във Воден. След нормализацията на положението, е изградено ново селище - Ново Луковец на 2 km северозападно от старото.
| Име                             | Име                | Ново име         | Ново име         | Описание                                                               |
| ------------------------------- | ------------------ | ---------------- | ---------------- | ---------------------------------------------------------------------- |
| Градини                         | Γκράντινι          | Кипи             | Κήποι            | местност на ЮЗ от Луковец, на Ю от Вълкоянево и на С от Владово        |
| Салка или Солка                 | Σάλκα Αυκοχώρι     | Ликохори         | Λυκοχώρι         | връх на ЮЗ от Луковец, на ЮИ от Вълкоянево и на С от Владово (649,5 m) |
| Църнуцата                       | Τσαρνουτσά         | Маврокорфи       | Μαυροκορφή       | връх на ЮЗ от Луковец, на ЮИ от Вълкоянево и на С от Владово (689 m)   |
| Кривите реки                    | Κρίβι Ντερέκι      | Ставрорема       | Στραβόρεμα       | река на З от Луковец                                                   |
| Мозарт                          | Μόζαρτ             | Камено           | Καμένο           | възвишение на З от Луковец (511 m)                                     |
| Скърка                          | Σκάρκα             | Петрокорифи      | Πετροκορφή       | възвишение на З от Луковец                                             |
| Будим                           | Μπούντιμ           | Бундис           | Μπούντης         | възвишение на Ю от Луковец (594 m)                                     |
| Криминица                       | Κριμινίτσα         | Керанидарио      | Κερανιδαριό      | възвишение на З от Луковец и на СИ от Вълкоянево                       |
| Греда                           | Γρίντα             | Докари           | Δοκάρι           | възвишение на З от Луковец и на СИ от Вълкоянево                       |
| Бабачина                        | Μπαμπατσίνα        | Корифи тис Грияс | Κορυφή τής Γρηάς | възвишение на СЗ от Луковец и на Ю от Ново Луковец (595 m)             |
| Сереметова или Серменова Орница | Σερεμενοβα Όρνίτσα | Халасма          | Χάλασμα          | възвишение на СЗ от Луковец и на ЮЗ от Почеп (638 m)                   |
| Паприте                         | Πάπριντε           | Фтеротопос       | Φτερότοπος       | местност на СЗ от Луковец и на ЮЗ от Почеп                             |
| Петкова чука                    | Πέτκοβα Τσούκα     | Ипсома ту Петку  | Ύψωμα τού Πέτκου | възвишение на С от Луковец и на Ю от Почеп                             |
| Страна Присека                  | Στράνα Πρισέκα     | Диаватос         | Διάβασις         | възвишение на СИ от Луковец и на ЮИ от Почеп                           |
| Мачарка                         | Ματσάρκα           | Неротопос        | Νερότοπος        | местност на С от Луковец и на Ю от Почеп                               |
| Режища                          | Ρεζίστα            | Кладевтис        | Κλαδευτής        | местност на ЮЗ от Почеп                                                |
| Пищерата                        | Πιστεράτα          | Спилия           | Σπηλιά           | местност на СЗ от Луковец и на З от Почеп                              |
| Бигур                           | Μπιγούρ            | Пуропетра        | Πουρόπετρα       | река на СИ от Луковец, приток на Строница (Дъбот)                      |
| Белис                           | Μπελίς             | Аспрокорифи      | Άσπροκορφή       | възвишение на З от Почеп (500 m)                                       |
| Жегрево                         | Ζέγρεβο            | Халино           | Χαλινό           | местност на СЗ от Почеп                                                |
| Страната                        | Στράντα            | Плая             | Πλαγιά           | възвишение на И от Луковец (361,6 m)                                   |
| Перисемли                       | Περισεμλή          | Рема             | Ρέμα             | река на СИ от Луковец, приток на Строница                              |
| Дъбот                           | Νταποτ             | Веланидия        | Βελανιδιά        | река на СИ от Луковец, приток на Строница (Бигур)                      |
| Гавранска река                  | Καβράνσκα          | Коракорема       | Κορακόρεμα       | река на И от Луковец, приток на Строница                               |
| Ризарски рид                    | Ριζάσκεριτ         | Стратиоте        | Στρατιώται       | възвишение на СИ от Оризари (258 m)                                    |
| Вакрец                          | Βάκαρετς           | Агелада          | Αγελάδα          | връх на З от Вълкоянево и на ЮИ от Техово (828,4 m)                    |
| Враногроб                       | Βρανογρόη          | Калиякудес       | Καλιακούδες      | местност на СЗ от Луковец и на З от Почеп                              |

| Година    | 1913 | 1920 | 1928 | 1940 | 1951 | 1961 | 1971 | 1981 | 1991 | 2001 | 2011 | 2021 |
| --------- | ---- | ---- | ---- | ---- | ---- | ---- | ---- | ---- | ---- | ---- | ---- | ---- |
| Население | 219  | 222  | 384  | 431  |      |      | 4    | 3    |      |      |      | 0    |

## Личности
Свързани с Луковец
- Атанас Кръстев, български революционер, воденски войвода, сражавал се край Луковец в 1903 година[21]
- отец Костадин, български екзархийски свещеник, убит посред бял ден на Воденската гара от гръцките окупационни власти[22]
- отец Стоянов, български екзархийски свещеник, живеещ във Воден, умрял от тормоз от страна на гръцките окупационни власти[22]